# Mondariz-Balneario (kommun)
Mondariz-Balneario är en kommun i Spanien.Den ligger i provinsen Pontevedra i den autonoma regionen Galicien i nordvästra delen av landet, 400 km nordväst om huvudstaden Madrid. Antalet invånare är 711 (2024). Arean är 2,31 kvadratkilometer. Mondariz-Balneario gränsar till Ponteareas och Mondariz. 